# Người đua diều
Người đua diều là một quyển tiểu thuyết đầu tay của nhà văn người Mỹ gốc Afganistan Khaled Hosseini. Được Riverhead Books xuất bản năm 2003, Người đua diều xoay quanh câu chuyện về Amir, một cậu nhóc đến từ quận Wazir Akbar Khan của thủ đô Kabul. Đặt trong bối cảnh của vô số những sự kiện hỗn loạn khác nhau, tác phẩm kể về sự sụp đổ của chế độ quân chủ Afghanistan do sự can thiệp quân sự của Liên Xô, làn sóng di cư của những người tị nạn đến Pakistan và Hoa Kỳ, cũng như sự trỗi dậy của phiến quân Taliban.
Đối với Hosseini, Người đua diều là một câu chuyện về mối quan hệ cha con, đồng thời nhấn mạnh khía cạnh gia đình, một yếu tố mà ông tiếp tục sử dụng trong các tác phẩm sau này của mình. Tội lỗi và sự cứu chuộc là những chủ đề nổi bật xuyên suốt tác phẩm. Điểm nhấn mấu chốt của tác phẩm đến từ sự kiện Hassan bị tấn công tình dục, sự kiện mà Amir bất lực hoàn toàn trong việc ngăn cản nó xảy ra. Đây cũng là lý do gây ra sự đổ vỡ của tình bạn giữa Amir và Hassan. Nửa sau của cuốn sách tập trung vào những nỗ lực của Amir nhằm chuộc lại sai lầm này bằng cách giải cứu cho con trai của Hassan vào hai thập niên sau đó.
Người đua diều trở thành sách bán chạy sau khi ấn bản bìa mềm của nó được xuất bản và phổ biến trong một số câu lạc bộ sách. Tác phẩm lọt vào danh sách bán chạy nhất trên tờ The New York Times trong hơn hai năm, với hơn bảy triệu bản bán ra tại Hoa Kỳ. Người đua diều nhận được các đánh giá nhìn chung tích cực, bất chấp một vài nội dung trong cốt truyện đã gây ra không ít tranh cãi ở Afghanistan. Tác phẩm được chuyển thể thành một số phiên bản khác nhau, bao gồm bộ phim cùng tên ra mắt năm 2007, một vài vở kịch và một cuốn tiểu thuyết hình ảnh. Bên cạnh đó, Người đua diều còn xuất hiện trong phiên bản sách nói gồm nhiều đĩa CD đi kèm.

## Sáng tác và xuất bản

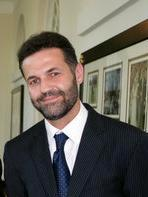
Khaled Hosseini năm 2007

Khaled Hosseini từng là bác sĩ nội trú trong vài năm tại bệnh viện Kaiser ở Mountain View, California trước khi xuất bản Người đua diều. Năm 1999, thông qua một bản tin, Hosseini biết được chính quyền Taliban đã ban bố lệnh cấm thả diều trên toàn cõi Afghanistan. Đối với nhà văn này, lệnh cấm đó là một thứ gì đó khá tàn nhẫn. Tin tức đã "khơi gợi lên một cảm xúc đặc biệt" với riêng cá nhân nhà văn này. Bởi lẽ, khi còn ở Afghanistan, tuổi thơ của ông gắn liền với môn thể thao này. Sau đó, ông bắt đầu phác thảo 25 trang truyện ngắn về hai cậu bé thả diều ở Kabul. Hosseini gửi các bản thảo của mình đến hai tạp chí Esquire và The New Yorker. Đáng tiếc, cả hai đều không ưng ý với bản thảo đó. Mãi đến tháng 3 năm 2001, sau một thời gian dài, Hosseini tình cờ tìm lại được bản thảo đó trong ga ra nhà mình. Theo lời mách bảo của một người bạn, ông bắt đầu mở rộng dung lượng của nó, với ý định biến bản thảo ban đầu thành một quyển tiểu thuyết. Theo Hosseini, câu chuyện trở nên "đen tối" hơn nhiều so với dự định ban đầu của ông. Cindy Spiegel, người phụ trách chỉnh sửa bản thảo, đã "giúp ông chỉnh lại một phần ba cuối cùng của bản thảo", điều mà cô mô tả rằng tương đối bình thường với những quyển tiểu thuyết đầu tay.
Cũng giống như những tác phẩm sau này của Hosseini, Người đua diều là câu chuyện về nhiều thế hệ khác nhau trong cùng một thời kỳ, đồng thời tập trung vào mối quan hệ giữa cha mẹ và con cái. Hosseini ban đầu không định nhấn mạnh vào mối quan hệ này mà thay vào đó, nó hình thành trong quá trình ông xây dựng cốt truyện. Sau này, nhà văn tiết lộ ông thường xây dựng các tình tiết truyện dựa vào những bức tranh mà chính ông vẽ nên về các tình tiết ấy. Chẳng hạn, Hosseini sẽ chẳng bao giờ có thể trở thành anh em ruột nếu không có những "nét vẽ nguệch ngoạc" của ông.
Tương tự như nhân vật chính Amir trong truyện, Hosseini sinh ra ở mảnh đất Afghanistan và rời quê hương khi còn trẻ, mãi cho đến năm 2003 mới trở lại quê nhà. Do đó, ông thường bị đặt câu hỏi về việc có những khía cạnh mang tính tự truyện nào liên quan đến cuộc đời ông trong quyển sách hay không. Đáp lại nghi vấn này, Hosseini cho biết: "Khi tôi nói một vài điểm trong nhân vật đó là tôi thì mọi người có vẻ không hài lòng. Những điểm tương đồng là khá rõ ràng, nhưng... tôi đã để lại một vài thứ mơ hồ vì tôi muốn khiến các câu lạc bộ sách phát điên". Bên cạnh đó, việc rời khỏi quê hương vào thời điểm Afghanistan bị Liên Xô xâm lược, nhà văn cũng cảm thấy chút gì đó tội lỗi vì là những người sống sót. Ông nói: "Bất cứ khi nào lướt qua những trang sách về Afghanistan, phản ứng của tôi luôn nhuốm màu cảm giác tội lỗi. Nhiều người bạn thời thơ ấu của tôi đã phải trải qua một giai đoạn rất khó khăn. Trong khi đó, một số anh em họ hàng của chúng tôi đã chết. Một người chết trong một chiếc xe tải chở nhiên liệu khi cố gắng trốn thoát khỏi Afghanistan [một sự việc mà Hosseini hư cấu trong tác phẩm].Hãy nói về cảm giác tội lỗi. Đó là một trong những đứa trẻ mà tôi cùng lớn lên và cùng nhau thả diều. Bố nó đã bị bắn". Bất chấp những điều này, Hosseini vẫn khẳng định rằng tác phẩm của ông hoàn toàn là hư cấu. Sau này, trong quyển tiểu thuyết thứ hai mang tên Ngàn mặt trời rực rỡ, nhà văn tỏ ra vui mừng vì những nhân vật chính đều là nữ. Bởi lẽ, đấy là cách tốt nhất để "đặt dấu chấm hết cho những nghi hoặc về tự truyện một lần và mãi mãi".
Riverhead Books xuất bản tiểu thuyết Người đua diều bằng việc đặt in 50.000 bản bìa cứng. Ấn bản bìa cứng ra mắt độc giả vào ngày 29 tháng 5 năm 2003 và ấn bản bìa mềm được phát hành một năm sau đó. Hosseini quyết định từ bỏ một năm hành nghề y, dành trọn thời gian đó cho việc quảng bá tác phẩm, ký tặng cho các bản sao và có nhiều cuộc diễn thuyết khác nhau, cũng như gây quỹ cho các hoạt động ở quê nhà. Tuy được phát hành lần đầu bằng tiếng Anh, nhưng sau đó Người đua diều đã được dịch sang 42 ngôn ngữ, đồng thời có mặt tại 38 quốc gia trên toàn thế giới. Năm 2013, Riverhead cho ra mắt ấn bản đặc biệt nhân dịp 10 năm phát hành. Phiên bản này có viền ngoài màu vàng, đi kèm với lời tựa do chính tay Hosseini viết ra. Ngày 21 tháng 5 cùng năm, Khaled Hosseini cho xuất bản một quyển tiểu thuyết khác mang tên Và rồi núi vọng.

## Cốt truyện

### Phần 1

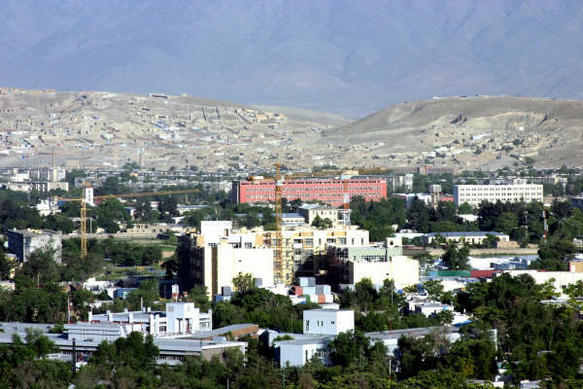
Khu phố Wazir Akbar Khan ở Kabul, bối cảnh chính của Phần 1

Câu chuyện bắt đầu với hai cậu bé Amir và Hassan. Amir là một cậu trai giàu có người Pashtun, trong khi Hassan mang dòng máu Hazara. Bố cậu là Ali, người ở của bố Amir. Hai đứa trẻ dành cả ngày chơi đấu diều trong những ngõ ngách của thành phố Kabul thuở còn yên bình. Đấu diều là cách để hai đứa trẻ thoát khỏi thực tại khủng khiếp bủa vây lấy chúng. Hassan là một người "đua diều" tài giỏi, vì không cần dõi theo con diều thì cậu cũng có thể biết rõ nơi chúng sẽ rơi xuống. Cả hai có điểm chung là đều không có mẹ. Mẹ của Amir mất lúc sinh ra cậu, trong khi mẹ của Hassan, bà Sanaubar đã bỏ hai bố con Ali để chạy theo những thú vui hoan lạc. Bố của Amir là một thương nhân giàu có, người mà cậu thường trìu mến gọi bằng cái tên Baba. Ông dành tình thương cho cả Amir lẫn Hassan. Bất chấp sự khó chịu của đứa con trai, Baba vẫn luôn mua tặng Hassan những món quà tương tự như những thứ ông dành tặng con trai mình. Thậm chí, ông còn chi tiền để Hassan phẫu thuật chữa bệnh môi hẻ cho cậu. Trái với Hassan, Baba thường khá nghiêm khắc với Amir, đồng thời coi cậu là một kẻ nhu nhược, yếu đuối. Thậm chí, khi Amir phàn nàn về Hassan với Baba, ông thậm chí còn dọa sẽ trừng phạt cậu. Trong khi đó, Amir lại tìm thấy một hình tượng người cha đích thực nơi người chú của mình, Rahim Khan. Ông là người hiểu và ủng hộ sở thích viết lách của cậu, bất chấp việc Baba coi đó là một thứ sở thích dành cho lũ đàn bà. Trong một khoảnh khắc hiếm hoi khi Amir ngồi trên lòng Baba, cậu đã hỏi ông lý do ông uống rượu, vì ở trường, cậu được các giáo sĩ giảng giải rằng đối với đạo Hồi, điều đó bị cấm. Ông tâm sự rằng bọn giáo sĩ là những kẻ đạo đức giả. Ông cũng nói với Amir rằng tội lỗi lớn nhất của loài người là ăn cắp, cũng như cho cậu biết trong cuộc sống, có nhiều dạng ăn cắp khác nhau.
Assef là một cậu bé ưa bạo lực, thường hay trêu chọc Amir vì cậu chơi thân với Hassan. Bởi lẽ, theo Assef, Hassan là người Hazara, một chủng tộc hạ đẳng thuộc về vùng núi Hazarajat. Assef mang nửa dòng máu Pashtun. Vì mẹ là người Đức nên Assef thừa hưởng nét đặc trưng tóc hung, mắt xanh. Một ngày nọ, Assef định tấn công Amir bằng nắm đấm thép không gỉ mà cậu luôn mang theo bên người. May mắn cho Amir là Hassan đã bảo vệ cậu, đồng thời dọa sẽ bắn mù mắt Assef bằng một chiếc ná cao su. Trước khi bỏ đi, Assef thề sẽ trả mối nhục này.
Mùa đông năm 1975, Amir giành chiến thắng trong cuộc thi đua diều tổ chức ở khu vực. Vì chiến thắng này, cậu nhận được sự tôn trọng rất lớn từ Baba. Hassan quyết định chạy đi lấy con diều bị đứt của kẻ thua cuộc về cho Amir. "Vì cậu, cả ngàn lần rồi", Hassan nói trước khi rời đi. Tuy nhiên, sau khi tìm được con diều, cậu bị Assef phục kích và yêu cầu giao con diều ra. Hassan không đồng ý và bị Assef đánh tơi tả rồi hiếp dâm. Amir đứng bên ngoài, chứng kiến toàn bộ cảnh tượng ấy nhưng vì sự nhút nhát của mình, cậu quyết định không can dự vào. Cậu cho rằng nếu không mang được con diều của kẻ thua cuộc về nhà, mức độ tự hào mà Baba dành cho cậu sẽ suy giảm. Hành động đó khiến Amir cảm thấy tội lỗi nhưng cảm giác hủy hoại những kỳ vọng mà Baba dành cho mình đã lấn át cảm giác đó của cậu, khiến cậu giữ yên lặng về vụ việc. Sau chuyện đó, Amir cố ý lánh mặt Hassan. Tội lỗi khiến cậu không muốn gặp mặt Hassan nữa. Từ đó, tinh thần và sức khỏe của Hassan bắt đầu trở nên xấu đi.
Một thời gian sau, Amir bắt đầu nghĩ đến việc đuổi Hassan đi để tâm hồn mình thanh thản hơn. Vì lẽ đó, cậu giở thủ đoạn bỏ chiếc đồng hồ, món quà nhân dịp sinh nhật của mình xuống dưới tấm đệm của Hassan, dụng ý bắt Baba phải đuổi cậu. Thay vì minh oan cho mình, Hassan lại lặng lẽ nhận lỗi trước Baba. Bất chấp Baba luôn có niềm tin rằng "không có hành động nào tồi bại hơn ăn cắp", nhưng ông lại tha lỗi cho Hassan. Sau đó, Ali và Hassan quyết định rời khỏi biệt thự của Baba, mặc cho ông hết lời can ngăn. Bởi lẽ, Hassan đã kể cho Ali điều xảy ra với cậu. Việc Hassan rời đi khiến Amir được tự do, thoát khỏi những ám ảnh về sự phản bội và sự hèn nhát. Tuy nhiên, bóng tối về sự việc lần đó vẫn mãi đeo bám cậu cho đến những năm sau này.

### Phần 2
Năm năm sau sự kiện năm 1975, quân đội Liên Xô tấn công Afghanistan. Baba và Amir phải bỏ chạy tới Peshawar, Pakistan rồi từ đó chuyển đến thành phố Fremont, California, Hoa Kỳ. Tại đó, hai bố con sống trong một căn hộ tồi tàn. Baba bắt đầu công việc làm thêm tại một trạm xăng, còn Amir thì đi học. Sau khi tốt nghiệp trung học, Amir đăng ký vào trường Đại học Công lập San Jose, chuyên ngành văn học, với mong muốn cải thiện khả năng viết lách. Mỗi chủ nhật, hai bố con kiếm thêm thu nhập bằng việc bán các món hàng tại khu chợ dành cho người Afghanistan ở San Jose. Tại đó, Amir gặp một cô gái tị nạn người Afghanistan tên là Soraya Taheri và gia đình cô. Không lâu sau đó, Baba được chẩn đoán mắc bệnh ung thư. Trong những ngày tháng cuối đời, ông kịp hoàn thành tâm nguyện cho cậu con trai khi hỏi cưới bố của Soraya. Hai người cưới nhau sau đó. Sau khi Baba mất. Amir và Soraya có một cuộc sống hôn nhân hạnh phúc, bất chấp việc hai người không thể có con dù đã thử nhiều cách khác nhau.
Amir trở nên thành công với sự nghiệp là một tiểu thuyết gia. Mười lăm năm sau ngày hai vợ chồng Amir kết hôn, anh bất ngờ nhận được cuộc gọi từ người chú Rahim Khan năm nào. Bất chấp bệnh tật đang giết dần giết mòn mình, ông cũng muốn gặp lại Amir tại Peshawar. Ông nhủ thầm với người cháu: "Luôn có một con đường để tốt lành trở lại".

### Phần 3
Thông qua người chú Rahim Khan, Amir được rằng cả Hassan lẫn Ali đều đã chết. Ali đã chết khi dẫm phải một quả mìn. Trong khi Hassan và vợ bị quân Taliban giết sau khi Hassan ngăn không cho chúng cướp ngôi nhà của Baba và Amir ở Kabul. Rahim Khan còn tiết lộ thêm rằng Ali bị vô sinh và do đó, ông không phải là cha ruột của Hassan. Có nghĩa, Hassan chính là con trai ngoài giá thú của Baba, là kết quả của mối tình vụng trộm giữa ông và Sanaubar. Điều này đồng nghĩa với việc Hassan là em trai cùng cha khác mẹ của Amir. Cuối cùng, Khan tiết lộ với Amir rằng lý do ông gọi Amir đến Pakistan là để nhờ anh giải cứu Sohrab, đứa con trai duy nhất của Hassan từ một trại trẻ mồ côi ở Kabul. Cùng với Farid, một tay lái xe taxi người Afghanistan và cũng là cựu chiến binh trong cuộc chiến với Liên Xô, Amir đi tìm Sohrab. Họ nhanh chóng lần ra được có một tay quan chức Taliban thường xuyên đến trại trẻ mồ côi, mang theo tiền mặt và đem theo một cô gái đi cùng. Có một vài lần hắn còn đem theo một cậu bé, gần đây là Sohrab. Giám đốc trại trẻ mồ côi hướng dẫn cách liên lạc với tên quan chứa được chính thức. Bằng sự giúp đỡ của Farid, Amir quyết định đóng giả phóng viên và tiếp cận gã quan chức kia.
Amir gặp tay quan chức Taliban. Sau một lúc trò chuyện, hắn tiết lộ rằng bản thân chính là Assef. Còn Sohrab đang được giữ lại và xem như trai nhảy, mua vui cho hắn. Assef đồng ý thả Sohrab với điều kiện Amir có thể đánh thắng hắn trong cuộc chiến tay đôi. Vốn không phải là đối thủ của Assef, Amir bị hắn đánh gãy xương, bầm dập khắp cơ thể. Trong lúc nguy khốn, Sohrab rút súng cao su ra, bắn một viên bi bằng đồng vào mắt trái của Assef. Lúc Sohrab dìu Amir chạy ra khỏi căn nhà cũng là lúc chiếc xe của Farid chạy đến. Anh thiếp đi và tỉnh dậy trong một bệnh viện ở Pakistan nhiều ngày sau đó.
Amir nói với Sohrab về kế hoạch đưa cậu sang Mỹ và nhận nuôi cậu. Tuy nhiên, các nhà chức trách Hoa Kỳ yêu cầu phải có giấy tờ chứng minh rằng Sohrab là trẻ mồ côi thì cậu mới được cấp thị thực. Vì lẽ đó, Amir thuyết phục Sohrab nên quay trở lại trại mồ côi một thời gian ngắn vì họ đã gặp phải vấn đề trong quá trình nhận nuôi. Sohrab vì sợ hãi việc quay trở lại trại trẻ mồ côi nên đã cố gắng tự tử. Sau nhiều nỗ lực thì cuối cùng, Amir đã có thể đưa Sohrab sang Hoa Kỳ. Sau khi được nhận làm con nuôi, Sohrab thu mình lại, từ chối tiếp xúc với bất cứ ai, kể cả hai vợ chồng Amir. Thời gian từ từ trôi qua cho đến một ngày, Amir đưa Sohrab đi đấu diều. Anh gợi nhớ lại những mánh khóe mà Hassan từng thực hiện trước đây và dùng chúng để cắt đứt chiếc diều của đối thủ. Sau tất cả, Sohrab đã nở một nụ cười nhẹ, và Amir đã đón nhận nụ cười ấy bằng cả trái tim trước khi lao theo con diều đang rơi và tự nhủ: "Vì cháu, cả ngàn lần rồi".

## Nhân vật
- Amir (hay Amir Qadiri trong bộ phim chuyển thể cùng tên ra mắt năm 2007, tên đệm không được tác giả cung cấp) là nhân vật chính và người dẫn chuyện của tác phẩm. Khaled Hosseini từng thừa nhận rằng Amir là "một kẻ hèn nhát không thể lay chuyển, kẻ đã thất bại trong việc giúp đỡ người bạn thân nhất của mình" trong suốt diễn biến truyện. Về sau, Hosseini đã chọn cách xây dựng cho nhân vật này thiện cảm thông qua hoàn cảnh, tình huống hơn là những tính cách mà ông đã tạo cho anh trước một phần ba cuối của cùng của cuốn tiểu thuyết.[16] Sinh ra trong một gia đình dòng dõi Pashtun vào năm 1963, mẹ Amir đã mất ngay khi sinh ra cậu. Khi còn là một đứa trẻ, Amir yêu thích những câu chuyện kể và nhận được sự động viên, ủng hộ của người chú Rahim Khan để theo đuổi ước mơ trở thành một nhà văn nổi tiếng. Năm 18 tuổi, cậu cùng cha mình sang Hoa Kỳ tị nạn sau khi quân Liên Xô xâm lược. Tại mảnh đất này, cậu quyết định theo đuổi ước mơ trở thành một nhà văn.
- Hassan là người bạn thân nhất thời thơ ấu của Amir. Cậu được mô tả là có gương mặt giống như một búp bê Trung Quốc, với cặp mắt màu xanh lục và đôi môi hẻ. Về phương diện phát triển, Hosseini coi Hassan là một kiểu nhân vật dẹt. Theo đó, Hassan là "một chàng trai đáng yêu và bạn sẽ ủng hộ cậu ta, yêu quý cậu ta nhưng rốt cuộc cậu ta là kiểu người khá đơn giản".[17]
- Assef là phản diện chính của câu chuyện. Cậu mang trong mình một nửa dòng máu Pashtun của người bố và nửa dòng máu Đức của mẹ. Assef mang trong mình niềm tin rằng người Pashtun thượng đẳng hơn so với những người Hazara, bất chấp cậu không mang dòng máu Pashtun thuần chủng. Khi còn là một thanh niên, Assef thường xuyên bắt nạt những người xung quanh và chìm đắm trong lý tưởng về Hitler và chủ nghĩa phát xít. Cậu được Amir mô tả là "một kẻ biến thái nhân cách". Vì để trả thù Amir, cậu cưỡng hiếp Hassan. Khi trưởng thành, Assef tham gia lực lượng Taliban và lặp lại hành động cưỡng bức tình dục với Sohrab, con trai của Hassan cùng nhiều đứa trẻ mồ côi khác.
- Baba là bố của Amir đồng thời là một doanh nhân thành đạt. Ông giúp đỡ cộng đồng bằng cách tạo công việc kinh doanh cho mọi người và xây dựng trại trẻ mồ côi. Ông có người con rơi là Hassan, điều mà ông giấu cả Amir lẫn Hassan. Ông có vẻ thích Hassan hơn. Baba tỏ ra không tán thành với quan điểm tôn giáo cực đoan của các giáo sĩ tại trường của Amir. Sau khi tỵ nạn ở Hoa Kỳ, ông làm việc tại một trạm xăng và mất vào năm 1987 vì căn bệnh ung thư, không lâu sau khi Amir và Soraya kết hôn.
- Ali là người hầu của Baba. Ông mang trong mình dòng máu Hazara, đồng thời được tin là bố Hassan. Sau khi bố mất vì bị một tay lái xe say rượu đâm phải, Ali được bố của Baba nhận nuôi từ lúc còn nhỏ. Trước khi các sự kiện chính của cuốn tiểu thuyết diễn ra, Ali đã bị mắc bệnh bại liệt, khiến chân phải của ông trở nên vô dụng. Vì điều này, Ali thường xuyên bị những đứa trẻ trong thị trấn sỉ nhục. Ông chết ở một mỏ đất ở Hazarajat vì dẫm phải mìn.
- Rahim Khan là người bạn trung thành và đối tác kinh doanh của Baba.
- Soraya là một cô gái trẻ người Afghanistan. Cô gặp Amir và kết hôn với anh trên đất Hoa Kỳ. Dự định ban đầu của Hosseini là xây dựng Soraya thành một nhân vật phụ nữ Mỹ, tuy nhiên sau đó đã thay đổi nội dung và biến cô trở thành phụ nữ Afghanistan nhập cư. Nguyên nhân là biên tập của ông cảm thấy bối cảnh nhân vật như vậy tỏ ra không đáng tin cậy.[18] Sự thay đổi này kéo theo nhiều bản sửa đổi mở rộng trong phần 3.[18] Trong bản thảo cuối, Soraya sống cùng bố mẹ. Bố cô, Taheri là một vị tướng từng phục vụ quân đội, còn mẹ cô là một người phụ nữ khao khát trở thành giáo viên Ann Ngữ. Trước khi gặp Amir, Soraya từng bỏ nhà theo một gã người Afghanistan đến Virginia. Trong văn hóa của người Afghanistan, việc cô bỏ đi như vậy rất khó có thể kết hôn. Bởi Amir luôn né tránh quá khứ của mình nên anh cảm thấy ngưỡng mộ Soraya vì cô dám dũng cảm thừa nhận và đối mặt với sai lầm đã qua để hướng về phía trước.
- Sohrab là con trai của Hassan.
- Sanaubar là vợ của Ali và là mẹ của Hassan. Không lâu sau khi sinh hạ Hassan, bà rời bỏ gia đình theo một bộ tộc vũ công và du ca. Sau này, khi Hassan trưởng thành thì bà mới quay về. Để bù đắp cho khoảng thời gian bỏ bê cậu bằng việc làm tròn nghĩa vụ một người bà ngoại đối với Sohrab, con trai Hassan.
- Farid là một gã tài xế taxi lúc đầu tỏ ra khá thô lỗ với Amir, nhưng về sau đã kết thân với anh. Hai trong số bảy đứa con của Farid đã chết vì dẫm phải mìn, đồng thời chính gã cũng mất đi ba ngón tay trái và vài ngón chân. Sau khi dành một đêm nghỉ lại ngôi nhà nghèo của gia đình anh trai Farid, Amir giấu khá nhiều tiền xuống chăn để giúp họ.
- Tướng Taheri, bố của Soraya.
- Jamila Taheri, mẹ của Soraya.
- Khanum Taheri

## Chủ đề
Do các chủ đề trong tác phẩm như tình bạn, sự phản bội, tội lỗi, sự cứu chuộc và tình cha con không êm đềm là những chủ đề phổ biến, nhưng lại không đặc biệt ở Afghanistan, cuốn sách đã có thể vượt qua những khoảng cách về văn hóa, chủng tộc, tôn giáo và giới tính để gây được tiếng vang với những tầng lớp độc giả khác nhau.— Khaled Hosseini, 2005

Khaled Hosseini nhấn mạnh khá nhiều chủ đề trong tác phẩm của mình, nhưng đa phần mọi người đều tập trung vào tội lỗi và sự cứu chuộc. Khi còn nhỏ, Amir đã thất bại trong việc cứu Hassan khi tỏ ra hèn nhát, để rồi sau đó phải gánh chịu một cảm giác tội lỗi. Ngay cả sau khi rời đất nước và chuyển đến Hoa Kỳ, kết hôn và trở thành một nhà văn thành công, Amir vẫn ám ảnh với sự việc đó. Hassan là "hình tượng Chúa Giê-su hy sinh tất cả, người, ngay cả trong cái chết, vẫn kêu gọi Amir đến với sự cứu chuộc". Vì lẽ đó, sau khi Hassan bị Taliban hành quyết, Amir đã bắt đầu quá trình chuộc lại lỗi lầm của mình thông qua nỗ lực cứu lấy Sohrab, con trai Hassan. Bên cạnh đó, Hosseini còn vẽ ra những sự tương đồng trong quá trình Amir cứu Sohrab để tạo ra ấn tượng về sự trừng phạt thích đáng. Ví dụ, Amir bị nứt môi sau khi bị đánh trọng thương, tạo ra vết nứt tương tự như vết nứt trên môi của Hassan. Bất chấp điều này, một vài nhà phê bình cũng tỏ ra thắc mắc liệu nhân vật chính có thực sự đã chuộc lại hoàn toàn lỗi lầm hay chưa.
Động cơ cho sự phản bội của Amir vào thời thơ ấu bắt nguồn từ nỗi bất an về mối quan hệ của anh với chính cha mình. Mối quan hệ giữa cha mẹ và con cái chính là đặc điểm nổi bật xuyên suốt tác phẩm. Trong một cuộc phỏng vấn, Hosseini đã lý giải thêm:
Cả [Người đua diều và Ngàn mặt trời rực rỡ] đều [là những câu chuyện] đa thế hệ, và vì vậy mối quan hệ giữa cha mẹ và con cái, với tất cả những sự phức tạp và mâu thuẫn rõ ràng, là một chủ đề nổi bật. Tôi không có ý định này, nhưng tôi rất quan tâm, và cuối cùng nó đã xuất hiện theo hướng cha mẹ và con cái yêu thương lẫn nhau, thất vọng cùng nhau, nhưng đến cuối cùng lại tôn vinh nhau. Bằng một cách nào đó, cả hai cuốn sách giống như hệ quả của nhau: Người đua diều là câu chuyện giữa bố và con trai, trong khi Ngàn mặt trời rực rỡ có thể xem như là câu chuyện giữa mẹ và con gái.

Khi chuyển thể Người đua diều lên sân khấu, đạo diễn Eric Rose nói rằng ông bị lôi cuốn vào câu chuyện bởi "chủ đề phản bội người bạn thân nhất của mình vì tình yêu của người cha", chủ đề mà ông từng so sánh với các tác phẩm văn học của Shakespeare. Xuyên suốt câu chuyện, Amir khao khát tình cảm của cha mình, trong khi ở chiều ngược lại, Baba tuy rất yêu quý đứa con trai nhưng cũng rất quý mến Hassan, thậm chí đi rất xa để trả tiền phẫu thuật sửa chiếc môi hẻ cho cậu.

## Đánh giá chuyên môn

### Tổng quan

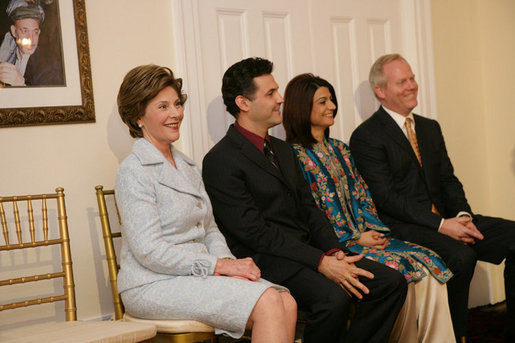
Đệ nhất phu nhân Laura Bush cùng với Khaled Hosseini (vị trí thứ nhất và thứ hai từ bên trái); Bush ca ngợi Người đua diều là một tác phẩm "thực sự xuất sắc".

Trong vòng hai năm đầu tiên kể từ khi xuất bản, hơn 70.000 ấn bản bìa cứng cùng 1.250.000 bản bìa mềm của tác phẩm đã được bán ra thị trường. Mặc dù phiên bản bìa cứng bán khá chạy, nhưng chỉ đến khi phiên bản bìa mềm ra mắt vào năm 2008 thì Người đua diều mới bắt đầu trở nên nổi tiếng, khi các câu lạc bộ sách bắt đầu chú ý đến nó. Tháng 9 năm 2004, tác phẩm bắt đầu xuất hiện trong một vài danh sách bán chạy và trở thành quyển sách bán chạy nhất của tờ The New York Times vào tháng 3 năm 2005 và giữ vững vị trí này trong suốt hai năm sau đó. Năm 2013, vào thời điểm Khaled Hosseini phát hành quyển tiểu thuyết thứ ba của ông, Người đua diều đã bán được 7 triệu bản ở Hoa Kỳ. Năm 2004, quyển sách nhận giải Boeke Prize của Nam Phi. Tác phẩm cũng được chọn vào danh sách Reading Group Book of the Year trong hai năm (2006 và 2007), đồng thời dẫn dầu danh sách 60 đầu sách được gửi đi bởi những người tham gia giải thưởng Penguin/Orange Reading Group (Anh).
Về mặt đánh giá phê bình, Người đua diều được đón nhận nồng nhiệt, tuy nhiên vẫn có tranh cãi. Erika Milvy của tạp chí Salon khen ngợi tác phẩm "có ngôn ngữ đẹp, gây sửng sốt và đau lòng". Tony Sims từ tạp chí WIRED cho rằng quyển sách đã "lột tả vẻ đẹp và sự thống khổ của một quốc gia bị giày vò trong khổ đau khi khắc họa câu chuyện về tình bạn hiếm thấy giữa hai chàng trai đến từ hai tầng lớp đối lập trong xã hội, cũng như về mối quan hệ tuy rắc rối nhưng lâu bền giữa cha và con trai". Amelia Hill của tờ The Observer bình luận: "Người đua diều là quyển tiểu thuyết đầu tiên gây thất vọng của Khaled Hosseini" mà "vừa có sức tàn phá mà cũng vừa truyền cảm hứng". Một vài đánh giá mang tính khen ngợi như vậy cũng được đăng tải trên Publishers Weekly. Giám đốc marketing Melissa Mytinger cho rằng Người đua diều "đơn giản chỉ là một câu chuyện xuất sắc. Phần nhiều trong đó dựa trên thế giới mà chúng ta không hề biết, thế giới mà chúng ta chỉ mới biết chút ít. Nội dung hay, ra mắt 'đúng lúc' bởi một tác giả vừa quyến rũ vừa chu đáo trong những lần xuất hiện cá nhân vì cuốn sách của mình". Diễn viên người Mỹ gốc Ấn Aasif Mandvi thừa nhận quyển sách "là một câu chuyện kể tuyệt vời ... về con người. Nó nói về sự cứu chuộc, và sự cứu chuộc là một chủ đề đầy sức mạnh". Đệ nhất phu nhân Laura Bush nhận xét Người đua diều là một tác phẩm "thực sự xuất sắc". Đại sứ thứ 19 của Afghanistan tại Hoa Kỳ Said Tayeb Jawad thừa nhận cuốn sách một cách công khai, cho rằng tác phẩm sẽ giúp công chúng Mỹ hiểu hơn về xã hội cũng như văn hóa của Afghanistan.
Phân tích về diện mạo của đất nước Afghanistan trước và sau khi Taliban tiếp quản, Edward của tờ The New York Times viết:
Cách mà Hosseini mô tả về Afghanistan trước chiến tranh vừa giàu sự ấm áp, vừa hài hước nhưng cũng căng thẳng với sự xích mích giữa các nhóm sắc tộc khác nhau của quốc gia này. Cha của Amir, hay Baba là hiện thân cho tất cả những gì liều lĩnh, can đảm và kiêu ngạo của tộc Pashtun thống trị ... Bức tranh trong cuốn tiểu thuyết bắt đầu trở nên u tối khi Hosseini mô tả sự đau khổ của đất nước mình dưới sự thống trị của Taliban, những kẻ mà Amir phải đối mặt khi trở về quê hương, với hy vọng sẽ giúp được Hassan và gia đình anh. Một phần ba cuối cùng của cuốn sách tràn ngập những cảnh tượng đầy ám ảnh: một người đàn ông tuyệt vọng trong việc nuôi con phải bán đi cái chân giả của mình ngoài chợ; một cặp vợ chồng ngoại tình bị ném đá đến chết trong sân vận động vào giờ nghỉ giải lao của một trận đấu bóng đá; một chàng trai trẻ bị ép vào con đường mại dâm, nhảy những bước như một con khỉ của người quay đàn hộp.

Nhà phê bình văn hóa kiêm cố vấn biên tập của tạp chí Slate là Meghan O'Rouke cho rằng Người đua diều là một tác phẩm bình thường, đồng thời khẳng định rằng đây là "một cuốn tiểu thuyết vừa cố gắng đem đến một bức tranh thông tin quy mô lớn, vừa xây dựng một tác phẩm kịch quy mô nhỏ, nhưng sự tượng trưng mang tính chữa lành có thể hủy hoại những tham vọng hiện thực của chính tác phẩm. Con người trải nghiệm cuộc sống trong bối cảnh văn hóa nơi người ấy sinh sống, và trong khi Hosseini khôn ngoan tránh xa việc chỉ coi Afghanistan là một quốc gia hoàn toàn xa lạ, ông đã nỗ lực rất nhiều để giúp cho cuốn tiểu thuyết của mình dễ tiếp cận hơn với độc giả Mỹ, đến mức mà cuối cùng, hầu như không có chỗ cho chúng ta phán xét liệu có điều gì khác biệt giữa người Afghanistan và người Mỹ không nữa". Sarah Smith từ The Guardian cho rằng phần đầu cuốn tiểu thuyết ổn nhưng phần sau có xu hướng chững lại. Cô cảm thấy rằng Hosseini đã quá tập trung vào việc chuộc lỗi hoàn toàn cho nhân vật chính trong Phần 3 và do đó đã tạo ra quá nhiều sự trùng hợp phi thực tế, cho phép Amir có cơ hội để sửa đổi những sai lầm trong quá khứ của mình.

### Tranh cãi
Hiệp hội Thư viện Hoa Kỳ báo cáo rằng Người đua diều là một trong những cuốn sách gây thách thức nhất năm 2018, khi có nhiều nỗ lực loại bỏ nó khỏi các thư viện vì "ngôn từ xúc phạm, [nội dung] đậm tính khiêu dâm và không phù hợp cho lứa tuổi". Những độc giả người Mỹ gốc Afghanistan tỏ ra đặc biệt khó chịu với việc cuốn sách mô tả người Pashtun là kẻ áp bức và người Hazara là những kẻ bị áp bức. Trong một cuộc phỏng vấn, Hosseini đã giải thích: "Họ có bao giờ nói rằng những gì tôi viết đều là hư cấu đâu. Họ toàn phàn nàn kiểu, 'Sao ông lại phải nói về những điều này và làm chúng tôi khó chịu? Ông không yêu đất nước của mình à?'"
Bên cạnh đó, bộ phim chuyển thể từ tác phẩm cũng gây ra nhiều tranh cãi thông qua cảnh cưỡng hiếp dài 30 giây, với những lời đe dọa nhằm vào các diễn viên nhí, những người có nguồn gốc từ Afghanistan. Zekeria Ebrahimi, một cậu nhóc 12 tuổi từng thủ vai Amir trong bộ phim chuyển thể đã phải rời khỏi trường sau khi bị một cậu bạn cùng lớp người Hazara dọa giết, buộc hãng phim Paramount Pictures sau đó phải sắp xếp cho ba trong số những đứa trẻ tham gia diễn xuất đến UAE. Bộ trưởng Bộ Văn hóa Afghanistan đã ra quyết định cấm công chiếu và lưu hành tác phẩm (kể cả dưới hình thức đĩa DVD vì cho rằng cảnh cưỡng hiếp sắc tộc trong phim có khả năng châm ngòi cho những cuộc bạo lực sắc tộc ở quốc gia này.

## Chuyển thể

### Phim

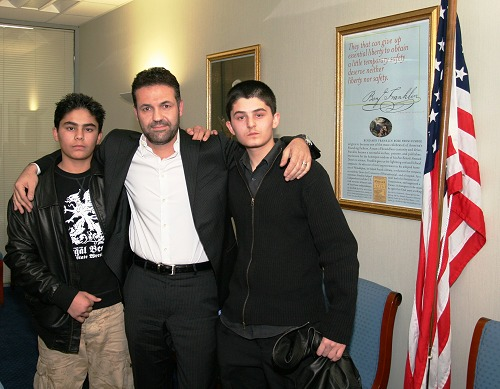
Khaled Hosseini bên cạnh các diễn viên của phim The Kite Runner, bên trái là Bahram và bên phải là Elham Ehsas

Bốn năm sau khi phát hành, Người đua diều được chuyển thể lên màn ảnh, trong đó Khalid Abdalla đóng vai Amir, Homayoun Ershadi vào vai Baba và Ahmad Khan Mahmoodzada trong vai Hassan. Bộ phim dự kiến công chiếu vào tháng 11 năm 2007, tuy nhiên ngày ra mắt phải dời lại sáu tuần để hãng phim giải quyết vấn đề tị nạn cho những ngôi sao nhí người Afghanistan sau khi họ nhận được những lời dọa giết. Được đạo diễn bởi Marc Forster và kịch bản bởi David Benioff, bộ phim đã nhận được nhiều giải thưởng và được đề cử cho giải Academy Award, giải BAFTA Award, và giải Critics Choice Award năm 2008. Bên cạnh những đánh giá nhìn chung tích cực, chẳng hạn như tờ Entertainment Weekly từng nhận định bộ phim là "khá tốt", nhưng việc mô tả về sự căng thẳng sắc tộc và cảnh cưỡng hiếp gây tranh cãi đã tạo ra sự phẫn nộ ở Afghanistan. Hangama Anwari, ủy viên về quyền trẻ em của Ủy ban Nhân quyền Độc lập Afghanistan nhận xét: "Họ không nên đùa giỡn với cuộc sống và an ninh của mọi người. Người Hazara sẽ coi đó là một sự xúc phạm".
Hosseini đã rất ngạc nhiên về mức độ tranh cãi do cảnh cưỡng hiếp trong phim gây ra, đồng thời khẳng định rằng nếu ban đầu các hãng phim biết rằng tính mạng của các diễn viên Afghanistan sẽ bị đe dọa thì họ sẽ không bao giờ chọn những diễn viên này. Theo ông, cảnh cưỡng hiếp là cần thiết để "duy trì sự toàn vẹn" của cốt truyện, vì những cảnh mang tính tấn công thể chất sẽ không tạo được ảnh hưởng đáng kể trong lòng công chúng.

### Khác
Người đua diều được nhà viết kịch vùng vịnh San Francisco là Matthew Spangler đưa lên sân khấu vào tháng 3 năm 2007 và được trình diễn tại Đại học Công lập San Jose. Hai năm sau, giám đốc nghệ thuật David Ira Goldstein của Công ty nhà hát Arizona đã sắp xếp để vở kịch được trình diễn tại Nhà hát kịch San Jose. Vở kịch được Công ty nhà hát Arizona sản xuất vào năm 2009, Nhà hát của những diễn viên vùng Louisville và Nhà hát Cleveland vào năm 2010 cũng như Nhà hát biểu diễn mới ở Watertown, Massachusetts vào năm 2012. Vở kịch cũng được công diễn ở Canada với vai trò đồng sản xuất của Theatre Calgary và Citadel Theatre vào tháng 1 năm 2013. Tháng 4 cùng năm, vở kịch được công diễn ở châu Âu tại Nottingham Playhouse, do Ben Turner thủ vai chính.
Vào năm 2011, Piemme, một đơn vị xuất bản đến từ Ý đã tiếp cận Hosseini, thuyết phục ông chuyển thể Người đua diều sang tiểu thuyết đồ họa. Vốn là "fan của truyện tranh từ khi còn nhỏ", ông tỏ ra cởi mở với ý tưởng này và tin rằng cuốn tiểu thuyết là một ứng cử viên sáng giá cho tiểu thuyết dạng trực quan. Fabio Celoni là người cung cấp các hình vẽ minh họa cho dự án, đồng thời cũng là người thường xuyên cập nhật cho Hosseini về tiến độ của quá trình chuyển thể trước khi tác phẩm được phát hành vào tháng 9 năm đó. Cuốn tiểu thuyết đồ họa được đón nhận nhiệt tình, với lời khen: "Tôi tin rằng tác phẩm của Fabio Celoni không chỉ làm sống động những ngọn núi, những khu chợ, thành phố Kabul và bầu trời đầy những cánh diều, mà còn là những cuộc đấu tranh, xung đột và những thăng trầm cảm xúc trên chuyến hành trình của nhân vật Amir".